# Intentionalismus
Der Intentionalismus ist nach Tim Crane die These, dass alle mentalen Zustände intentional sind. Dabei werden Handlungen nicht nach ihrer Wirkung, sondern entlang ihrer Absicht durchgeführt. Als Begründer wird der Pädagoge Eric Donald Hirsch gesehen, ein Vertreter des Intentionalismus ist John Searle, geprägt wurde der Begriff auch durch Timothy Mason.